# Oberschall Pál
Oberschall Pál (Liptó-Rózsahegy, 1871. május 11. – Budapest, Ferencváros, 1934. október 13.) jogi doktor, Pozsonyi Királyi Jogakadémia jogtanára.

## Élete
Oberschall Adolf és Andaházy Máriának fia. Tanulmányait Kolozsvárt végezte, ahol mint az ifjúság vezetője egyik kezdeményezője volt az országos diákszövetség megalapításának és a román ifjúság memorandumára adott válasziratnak. Az egyetem 1890-ben A házassági vagyonjogi rendszerek főbb válfajainak méltatása, 1891-ben A munkásbiztosítás kérdésének kifejtése, 1892-ben Az összkormányzati rendszer főbb elvei című pályamunkáit pályadíjjal tüntette ki. Közszolgálatát 1893-ban kezdte meg a rózsahegyi királyi törvényszéknél; 1896-ban tanácsjegyző lett a pozsonyi királyi ítélőtáblánál, 1897-ben albíró a pozsonyi királyi járásbiróságnál; 1899-ben a Pozsonyi Királyi Jogakadémia büntetőjogi, bűnvádi eljárási és jogbölcseleti tanszékre rendkívüli tanárnak nevezték ki. 1901-ben a kolozsvári egyetemen a büntetőjogból és bűnvádi eljárásból magántanárnak habilitálták és ugyanez évben a pozsonyi királyi akadémián rendes jogtanárrá lépett elő. Számos külföldi tanulmányutat tett, részt vett a párizsi nemzetközi jogi kongresszuson; 1903-ban Rómában volt jelen a nemzetközi történeti kongresszuson. Halálát húgyvérűség okozta.
Több külföldi tudományos társaság tagjává választotta. 1914-től a kassai jogakadémián tanított, majd az első világháborút követően a fegyverszüneti bizottság tagja és az Országos Közművelődési Tanács tagja volt. A jogi irodalom és a büntetőjogi kodifikáció terén kifejtett munkássága jelentős.

## Művei
- A tisztességtelen versenyről. Budapest, 1893
- A visszaesésről. Büntetőjogi tanulmány. Pozsony, 1900. (Ism. Magyar Nemzet 1900. 25. szám. Budapesti Hirlap 1901. 27. sz.)
- Jog- és állambölcseleti jegyzetek. O. P. előadásai után jegyezték Stampfel Frigyes és Aixinger László. Kézirat gyanánt. Pozsony, 1902
- Védőbeszéd Rusznyák János elleni bűnügyben. Budapest, 1903